# シクロオクタジエン

1,5-シクロオクタジエン

シクロオクタジエン（英語: cyclooctadiene, COD）は、化学式が (CH2)4(C2H2)2 で表される8員環構造をもつシクロアルケンである。cis 体にのみ着目すると、アレンである1,2-シクロオクタジエン、共役異性体である1,3-シクロオクタジエンおよび、1,4-シクロオクタジエン、1,5-シクロオクタジエンの4種の異性体が可能である。1,5-シクロオクタジエンは遷移金属の配位子として用いられる。いずれの異性体も無色で揮発性の液体である。